# Václavický potok
Václavický potok je pravostranný přítok Lužické Nisy v okrese Liberec v Libereckém kraji. Délka toku činí 8,2 km. Plocha povodí měří 15,0 km².

## Průběh toku
Pramen Václavického potoka, který je vodohospodáři uváděn jako hlavní, vyvěrá jihovýchodně od Václavic v nadmořské výšce okolo 365 m. Jako pramen bývá též uváděn vodní tok (ID: 207570000400) vyvěrající západně od Horního Vítkova, na jihozápadním úbočí kopce Výhledy (569 m n. m.), v nadmořské výšce 410 m. Teče převážně jihozápadním směrem. Během svého poměrně krátkého toku vytváří nesčetné kaskády, svým tokem napájí dva rybníky. Do Lužické Nisy se vlévá v Chotyni v nadmořské výšce okolo 255 m.

## Vodní režim
Průměrný průtok Václavického potoka u ústí činí 0,20 m³/s.